# Everex CloudBook

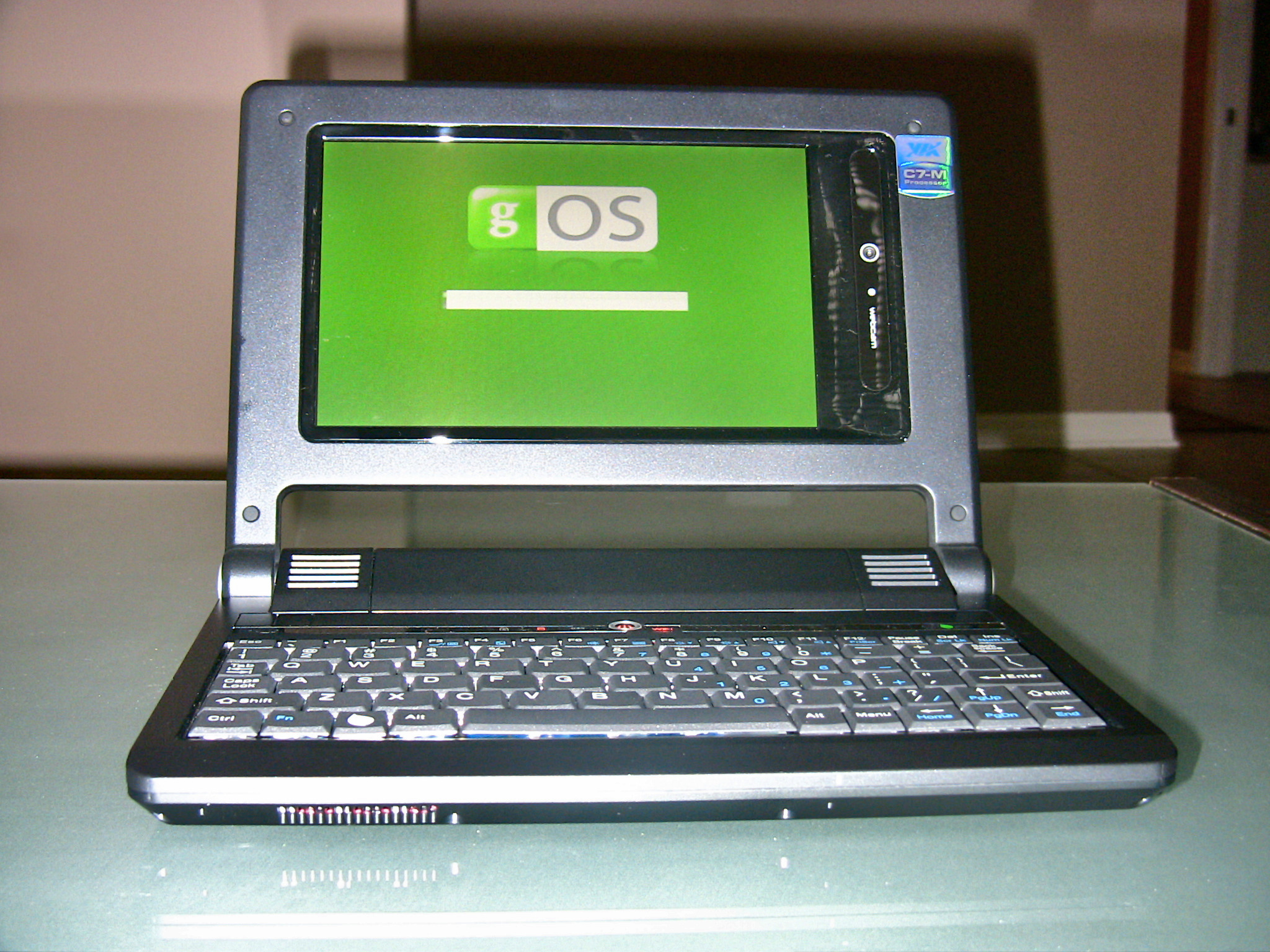
Everex Cloudbook

Everex Cloudbook és un ordinador tipus netbook (o UMPC) desenvolupat per Everex i basat en disseny al NanoBook de VIA. Aquest model està pensat per competir amb els ASUS Eee PC, el OLPC XO-1 i el Classmate PC.

## Història
Les vendes de l'ordinador de sobretaula gPC TC2502 va permetre a Everex de buscar un concepte similar al gPC però en plataforma mòbil. Amb aquesta finalitat la companyia va fabricar dos sistemes que tenien el gOS v2 com a sistema operatiu: el gBook i el netbook que havia pres el disseny de referència del VIA Nanobook (disseny que també usarà Packard Bell pel seu EasyNote XS).
La data de presentació del CloudBook era el 25 de gener de 2008, però Everex va posposar-la a causa del fet que volia que el gOS utilitzés l'escriptori GNOME en lloc de l'Enlightenment 17, fent-lo més compatible amb Ubuntu. El dock del E17 va ser substituït per l'Avant Window Navigator per donar-li una mateixa funcionalitat i aspecte que tenia en les anteriors versions del gOS.
S'esperava que pel 15 de febrer del maetix any seria ofert als Estats Units d'Amèrica a través de Wal-Mart i ZaReason, però va ser desplaçat fins al 21 de febrer per part de Wal-Mart (ZaReason havia rebut una part de la seva comanda).
El preu de sortida va ser de 399 dòlars i venia amb una garantia d'1 any amb servei 24/7 amb número de servei tècnic de franc. En agost de 2008 Wal-Mart l'està oferint per 299 dòlars

## Característiques
El CloudBook destaca per tenir el ratolí de tipus touchpad ubicat a la dreta de la pantalla, en comptes de ser ubicat al final del teclat tal com la majoria d'ordinadors portàtils equipen. El disseny d'aquest netbook està pensat per poder escriure amb una sola mà, o amb les dues quan es pretén usar el ratolí. Tant el teclat com el mousepad estan ubicats sota de la pantalla. Aquest disseny es va fer pensant per ser usada la màquina no solament quan ens asseiem (o la posem en una superfície), sinó que també per fer-la anar quan estem caminant. Degut a aquesta característica, malgrat no inclogui pantalla tàctil, es ven com a UMPC.
El sistema operatiu que usa és el gOS, una distribució basada amb Ubuntu. La primera versió usava l'escriptori Enlightenment 0.17, però amb el nou gOS V2 Rocket (gOS Rocket G), basat amb GNOME.

## Especificacions
Existeixen 2 versions del CloudBook: la que equipa gOS, la CloudBook CE1200V i la que equipa Microsoft Windows XP, la CloudBook CE1201V. Destaca la inclusió d'un port DVI-I en lloc de l'habitual VGA. I com és habitual amb la majoria de netbooks, s'afegeix lector de targetes multimèdia.
|                     | CE1200V                     | CE1201V                           |
| ------------------- | --------------------------- | --------------------------------- |
| Sistema operatiu    | gOS Rocket E / gOS Rocket G | Microsoft Windows XP Home Edition |
| Processador         | VIA C7-M ULV de 1,2 GHz     | VIA C7-M ULV de 1,2 GHz           |
| Xipset              | VIA VX800                   | VIA VX800                         |
| Pantalla            | 7"W (800*480)               | 7"W (800*480)                     |
| Gràfics             | VIA UniChrome Pro IGP       | VIA UniChrome Pro IGP             |
| Memòria*            | 512MB DDR2/533MHz           | 1GB DDR2/667MHz                   |
| Disc dur            | 30G / 2.5"                  | 60G / 2.5"                        |
| Bateria             | 4-cell d'ió de liti         | 4-cell d'ió de liti               |
| Xarxa inal·làmbrica | 802.11 b/g                  | 802.11 b/g                        |
| Webcam              | 0.3 Megapixel VGA           | 0.3 Megapixel VGA                 |
| Mides               | 230 x 170 x 30mm            | 230 x 170 x 30mm                  |
| Pes                 | 0,91 kg                     | 0,91 kg                           |

## CloudBook MAX
VIA Technologies va comunicar el 2 d'abril de 2008 va anunciar que Everex presentarà un nou model de netbook. Aquest equiparà una pantalla de 8,9" TFT WVGA, 2 gb memòria DDR2, disc dur de 80 gb, Bluetooth, GPS integrat, webcam de 2 mpx, sortida S-VIDEO, processador VIA C7-M ULV 1,6 GHz i Microsoft Windows Vista.